# حمام الباشا (بغداد)

حمام الباشا شيد في عهد والي بغداد حسن باشا (1704-1723م).

حمام الباشا وهو من حمامات بغداد العامة وقد شيد في فترة الوالي حسن باشا فاتح همدان الذي حكم بغداد من (1704-1723م)، يمتاز هذا الحمام بقبته الأثرية، الذي تجاوز عمر بنائه 300 سنة، وهو من تصميم المعمار التركي سنان، الذي صمم الجامع الأزرق، ويقع في محلة البلانجية، بمنطقة الصابونجية في الميدان قبالة وزارة الدفاع السابقة وخلف  المكتبة الوطنية.

## نبذة تاريخية
كانت بغداد منذ العصر العباسي تتميز بحماماتها المبنية من الآجر والتي تزود بالماء الحار والبارد. اذ كان لكل محلة فيها حمامها الخاص، ففي الرصافة هنالك (حمام حيدر) و (حمام الشورجة) و (حمام بنجه علي) مقابل سوق الصفافير و (حمام كجو) في باب الآغا و (حمام الباشا) بجوار مقهى عزاوي قرب سوق الهرج و (حمام يونس) في محلة الميدان من أشهر الحمامات في الرصافة حتى انها كانت تجذب بعض الزبائن من جانب الكرخ، إضافة إلى حمامات أخرى لاتقل شهرة عن سابقاتها مثل (حمام المالح) الذي سميت المحلة باسمه و (حمام الكهية) و (حمام عيفان)، و (حمام القاضي) بجانب المحكمة الشرعية الذي كان يرتاده تجار بغداد واغنياؤها وشخصياتها المهمة، كما كانت بعض الحمامات تجذب اصحاب المهن والحرف مثل (حمام السيد) في باب الشيخ و (حمام الراعي) في محلة سوق الغزل في سوق العطارين و (حمام كيجه جيلر) و (حمام بكتاش خان)، وفي الكرخ حمامات مهمة منها (حمام شامي) الذي يقع في علاوي الشيخ صندل يعود تاريخ انشائه إلى القرن السادس عشر الميلادي و (حمام أيوب يتيم) و (حمام الجسر).
وذكر الرحالة جيمس سلك بكنغهام الذي زار بغداد 1816م، أن «حمامات بغداد، تختلف عما موجود منها في جميع المدن الكبرى ببلاد وادي الرافدين التي مررت بها حتى الآن وفيها أكثر من (50) حماما في بغداد، وقد اخذت إلى احسن حمام يوم وصولي بغدا، وكان الحمام كبيراً ومزودا تزويداً كبيراً بالماء. غير ان جدرانه العارية المشيدة بالآجر وقد رقعت هنا وهناك بالقاشاني، الذي يحمل صور الطيور والازهار وكانت ارضية الحمام مبلطه بالقار، وكان عمال ذلك الحمام يختلفون في المهارة عن امثالهم المصريين والدمشقيين».

## ماآل إليه حمام الباشا
ان حمام الباشا كان فيه قسم خاص بالنساء في داخل الطمة (منطقة خارج الحمام كانت توقد منها النار ويفرغ فيها الرماد). وسمي االحمام بهذا الاسم لان باشوات بغداد كانوا يستحمون به لكونه يقع في محلة جديد حسن باشا في سوق الميدان القريب من السراي الحكومي (القشلة) وقد هدمت اجزاء من هذا الحمام في 1962 من القرن المنصرم وازيلت الكثير من اجزائه ولم يبق منه سوى القبة الضخمة ذات الطراز العثماني وهي مبنية بالآجر واستخدمت النورة في الاسس بكثرة كمانع للرطوبة ولمنع انتشار حشرة الارضة، يبلغ قطرها تقريبا 13م وارتفاعها عن الأرضية بما يقترب من 15م والدكاك التي كانت تحيط بقاعدة القبة التي كانت تستخدم للجلوس وتبديل الملابس واستراحة المستحمين وقد أُسيئ استخدام هذا الحمام في المراحل المتأخرة حيث استخدم محلا للنجارة وبيع الاخشاب ما ادى إلى سوء حالته الإنشائية.اشير اليه في وقفية أسماء خاتون بنت الوزير يوسف باشا وزوجة والي بغداد علي رضا باشا المؤرخة في 25/شعبان/1258 للهجرة بوصفه قريبا من دكاكين كانت الواقفة قد اوقفتها على مسجدها في الميدان، كما اشير اليه في وقفية الملا احمد بن محمد امين بن صالح افندي امام جامع المرادية المؤرخة 23/ذي القعدة /1310 (1839م) بوصفه من حدود الدكان الواقع في سوق الميدان، ويفهم من وقفية الحاج محيي الدين بن حمد المؤرخة 22/جمادي الأولى / 1358 (1933) ان هذا الحمام كان يحده دكان وقفه الواقف المذكور في محلة جديد حسن باشا تحت رقم 97/2 . كان هذا الحمام يقع في اخر سوق الهرج في الميدان يجاوره جامع بابا كركر (تكيه بابا كركر) البكتاشية والقبة الموجودة في الوقت الحاضر التي لاتزال قائمة الا انها بدأت تتساقط اجزاء منها وقد اصيبت بالضرر الفادح.